# Bloomingdale (Georgia)
Bloomingdale – miasto w Stanach Zjednoczonych, w stanie Georgia, w hrabstwie Chatham.